# ソニック (文具)
株式会社ソニックは、日本の文具メーカー。クリップ、コンパス製造から始まった。学童用文具を中心として、学童用コンパス「スーパーコンパス」が代表的ブランド。他に名札のシェアも高い。
本社は大阪府大阪市生野区新今里1丁目11番3号。

## 主な商品
- 名札
- コンパス・定規
- ステープラー・はさみ
- 画鋲・ピン
- フック
- マグネット
- クリップ
- 虫眼鏡・ルーペ

など